# Palacio de Justicia de Santa Cruz de la Sierra
Der Palacio de Justicia de Santa Cruz de la Sierra in Santa Cruz de la Sierra ist mit einer Höhe von 100 m und 24 Stockwerken der zweitgrößte Wolkenkratzer Boliviens (nach dem Gebäude der Banco Central de Bolivia in La Paz). Es ist auch der Sitz des Tribunal Departamental de Justicia, des Gerichts des Departamento Santa Cruz.
Das Gebäude wurde 1996 erbaut und befindet sich zwischen der Avenida de Uruguay und Avenida  D’Orbigny in der Nähe des Plazuela del Estudiante. Am 15. Dezember 2007 erlitt das Hochhaus einen Bombenanschlag, der erhebliche materielle Schäden verursachte, aber keinen Verlust von Menschenleben zur Folge hatte.